# Guido De Giorgio
Guido Lupo Maria De Giorgio, pseudonimo "Havismat" (San Lupo, 3 ottobre 1890 – Mondovì, 27 dicembre 1957), è stato un esoterista e scrittore italiano.

## Biografia
Laureatosi in filosofia, si trasferì in Tunisia dove lavorò come insegnante di italiano. Qui entrò in contatto con l'esoterismo islamico mediante una confraternita locale. Trasferitosi a Parigi dopo la prima guerra mondiale, conobbe René Guénon e ne divenne amico, collaboando con lui nella stesura di articoli sulle due maggiori riviste esoteriche francesi dell'epoca, Le Voile d'Isis e L'initiation.
Tornato in Italia negli anni venti, fece parte del Gruppo di Ur scrivendo sull'omonima rivista con lo pseudonimo di Havismat, e poi nel 1930 come animatore insieme a Julius Evola della rivista La Torre, nella quale arrivò a teorizzare una sorta di "Fascismo Sacro".
Condurrà gli ultimi anni della sua vita da asceta in una vecchia canonica tra le montagne piemontesi, nei pressi di Mondovì. È per questo chiamato L'iniziato selvaggio. Conobbe anche Padre Pio: l'incontro è raccontato in Ciò che mormora il vento del Gargano.
Ne La Tradizione romana (opera portata a compimento poco dopo la metà degli anni Trenta, ma pubblicata postuma nel 1973, dopo il rinvenimento del manoscritto nella primavera del 1970 e la sua sottoposizione per un giudizio ad Evola), De Giorgio accusa l'Europa contemporanea di essere divenuta scientista e di soffocare la ricerca spirituale dell'uomo. La soluzione secondo De Giorgio sta nel tornare ad un'autentica concezione dell'autorità spirituale e di quella temporale, in una ritrovata «armonia tra Contemplazione e Azione», e nell'incontro fra i valori occidentali del romanesimo e quelli orientali del cristianesimo.
Quest'opera, il cui titolo originale è L'emblema fulgurale della potenza. Introduzione alla dottrina del Sacro Fascismo Romano, fu offerta in forma di dattiloscritto a Benito Mussolini nel Natale del 1939 (o forse nel maggio 1938).
In Dio e il Poeta De Giorgio riversa l'esperienza mistica derivata dalla sua pratica ascetica.
Nessuna sua opera fu pubblicata mentre era in vita; ne rimarrebbero alcune ancora inedite. 
Suo figlio Havis de Giorgio, morto prematuramente, fu medaglia d'oro al valor militare.

## Opere
- La Tradizione romana (1973 a cura di Franco Pintore; nuova ed., con prefazione di Gianfranco de Turris: Edizioni Mediterranee, 1989).
- Dio e il Poeta (1985).
- L'instant et l'éternité, et autres textes sur la Tradition (1987).
- Ciò che mormora il vento del Gargano (1999). Opera consacrata al racconto del viaggio fatto, in un giorno di Natale nei primi anni cinquanta, dal De Giorgio per incontrare padre Pio da Pietrelcina.
- Aforismi e poesie (1999).
- Prospettive della Tradizione (1999; Il cinabro; Catania; collana: il cinghiale bianco).
- Studi su Dante (2017, scritti inediti sulla Divina Commedia, CinabroEdizioni)
- Tradizione e realizzazione spirituale (2018,  Raccolta di scritti con inediti, CinabroEdizioni)
- Il problema della scuola (Cinabro Edizioni, 2019)